# إسماعيل بن إبراهيم البخاري
اشتهر إسماعيل بن إبراهيم البخاري (756 - 810) بأنه والد الإمام البخاري. توفي إسماعيل بن إبراهيم عام 810، عندما كان الإمام البخاري رضيعًا فقط، لم يبلغ من العمر عامًا واحدًا.

## سيرته الشخصية

### أسلافه
يمكن إرجاع أصل إسماعيل إلى مزارع يُدعى بردزبة كان يعيش بالقرب من بخارى. وكان لبردزبة ابن اسمه المغيرة اعتنق الإسلام.
أنجب المغيرة ابنًا اسمه إبراهيم، والذي هو والد إسماعيل بن إبراهيم.

### حياته
أصبح إسماعيل بن إبراهيم عالمًا معروفًا في الحديث، وقد أشاد به المسلمون السنة لكونه رجلًا عظيم التقوى وسمعة طيبة. صارمًا في عاداته، ويقال إنه ذكر على فراش موته أنه في كل ما يمتلكه لم يكن هناك فلس واحد لم يكسبه من عمله.
كما تزوج إسماعيل وأنجب منه ولدان، أحمد ومحمد. عُرف محمد فيما بعد باسم الإمام البخاري، أبرز جامعي الأحاديث السنية.

### وفاته
عندما كان الإمام البخاري رضيعًا فقط، توفي إسماعيل عن عمر يناهز 54 عامًا. ترك ثروة كبيرة لأرملته وولديه.

## وصلات خارجية
- fatwa-online.com